# ヱヴァンゲリヲン新劇場版:Q
『ヱヴァンゲリヲン新劇場版:Q』（エヴァンゲリオン しんげきじょうばん キュー / EVANGELION:3.0 YOU CAN (NOT) REDO.）は、2012年11月17日に公開された日本のアニメーション映画。『ヱヴァンゲリヲン新劇場版』4部作の3作目（作品のイメージカラー:  （濃い水色））である。カラー制作、庵野秀明脚本・総監督。
略称は「ヱヴァQ」、「エヴァQ」など。
前作『:破』の大災害「ニアサードインパクト」から14年後を舞台に、特務機関NERV（ネルフ）と反NERV組織WILLE（ヴィレ）の戦いなどを描いており、本作より原作『新世紀エヴァンゲリオン』とは大きく異なるストーリーが展開される。
タイトルの「Q」は、当初は雅楽の用語「序破急」に由来する「急」とされていた。
スタジオジブリ製作の特撮短編映画『巨神兵東京に現わる 劇場版』と同時上映された。

## ストーリー

### US作戦
前作『破』終盤で描かれた「ニアサードインパクト」から14年後。葛城ミサトをはじめ旧NERV職員らは、反NERV組織「ヴィレ」を結成し、NERVのエヴァを殲滅すべく活動していた。ヴィレは、式波・アスカ・ラングレーの乗るエヴァ改2号機と真希波・マリ・イラストリアスの乗るエヴァ8号機の2機によって、衛星軌道上にNERVが封印していた初号機を強奪する「US作戦」を実行する。
改2号機はEvangelion Mark.04「コード4A」数体から妨害を受けるが、8号機の援護射撃でそれを突破。さらに初号機とともに格納されていたMark.04「コード4B」の迎撃により窮地に陥るも、アスカの声により一時的に覚醒した初号機によって助けられ、初号機とともに地球へと帰還する。

### ヴンダー
ヴィレの旗艦「AAA ヴンダー」で目覚めた碇シンジは、ヴィレのメンバー、14年経ったミサトやリツコらと再会するが、「ニアサードインパクト」を引き起こした危険人物として白眼視され、もうエヴァには乗らないように警告される。ヴンダーはMark.04「コード4C」の襲撃を受けるが、空中戦を展開しそれらを殲滅する。
その戦闘後、リツコはシンジに、初号機から保護されたのは彼のみで、（前作『破』で）第10の使徒から救出したはずの綾波レイは発見されなかったこと、そしてシンジが今後エヴァに乗ってそれを覚醒させた場合、装着された首輪「DSSチョーカー」が発動し死ぬことを告げる。
そこに、アヤナミレイ（仮称）の乗るNERVのエヴァMark.09がヴンダーを急襲し、シンジを連れ戻そうとする。Mark.09から呼びかけるレイの声を聞いたシンジは、ミサトたちの警告を無視してMark.09とともにNERV本部へ向かう。

### NERV本部
地表にあった第3新東京市が消滅し、荒廃したNERV本部へ戻ったシンジは、エヴァMark.09から降りたレイと改めて顔合わせし、碇ゲンドウからは渚カヲルとともにエヴァ第13号機に乗るよう命じられる。
シンジはレイが生きていたことを知り、さらにピアノの連弾を通してカヲルと親しくなり次第に元気を取り戻すが、自身が起こした「ニアサードインパクト」が原因で14年の間にサードインパクトが起こり、一面が真紅に染まり荒廃、コア化した世界になったこと、そして今NERVにいるレイは別の複製体であり、自分の知るレイがまだ初号機の中にいることを知り、絶望する。
第13号機完成後もシンジはエヴァに乗ることを拒むが、カヲルがシンジのDSSチョーカーを外して自分の首に移し説得したことで、カヲルと一緒に第13号機へと乗り込むことを決める。

### セントラルドグマ最深部
シンジとカヲルを乗せたエヴァ第13号機は、アヤナミレイ（仮称）の乗るMark.09とともにサードインパクト爆心地であるセントラルドグマ最深部へ辿りつくが、カヲルは第2使徒リリスとMark.06に刺さる2本の槍を見て、そこにあるべき槍ではないと困惑し狼狽する。
さらに、アスカの改2号機とマリの8号機の妨害を受けるが、シンジはそれを退け、カヲルの制止も拒んで遂に2本の槍を抜く。すると第2の使徒・リリスの骸が形象崩壊し、Mark.06の体内に潜んでいた第12の使徒が活動を再開、黒いケーブル状の姿を現して第13号機を包み込む。しかし、第13号機が覚醒したことで、第12の使徒は第13号機に吸収されながら急激に縮み、収縮したコアは第13号機に噛み砕かれた。そして第13号機は疑似シン化形態を越えて覚醒する。

### フォースインパクト
覚醒した第13号機は上空へと浮上。ゲンドウの罠によって第1の使徒から第13の使徒に堕とされたカヲルがトリガーとなって、「フォースインパクト」が始まる。ヴィレはヴンダーで第13号機を襲撃するが、本来のヴンダーの主であるMark.09（アダムスの器）の迎撃を受け、ヴンダーの制御を乗っ取られる。そこに改2号機が駆けつけ、獣化第4形態（第2種)でMark.09と交戦するも、時間が足りず（双方ともパイロット脱出の後）、改2号機が自爆攻撃を仕掛けMark.09を殲滅する。
DSSチョーカーが発動し、カヲルはシンジに別れを告げ、彼の目の前で死亡する。覚醒状態を止めた第13号機は地上へ落下するが、フォースインパクトの進行は止まらず、マリが8号機でシンジの乗るエントリープラグを強制射出させたことでようやく収束した。地上に落ちたエントリープラグの中でうずくまっていたシンジをアスカが助け出し、そこにアヤナミレイ（仮称）も現れる。アスカは放心して反応しないシンジの手を引いて歩き出し、そしてレイも2人についていく。

## 作品設定

### 登場人物
前作『破』から14年が経過しているが、エヴァのパイロットは「エヴァの呪縛」により外見に年齢変化がない。
主人公
- 碇シンジ（声：緒方恵美） - 主人公、「第3の少年」。カヲルと共に第13号機に搭乗する。

NERV・ゼーレ側の人物
- アヤナミレイ（仮称）（声：林原めぐみ） - Mark.09に搭乗するNERV所属のパイロット。ユイのクローンである綾波シリーズの初期ロット。アヤナミのカタカナ表記と「（仮称）」も含めて正式名称。
- 渚カヲル（声：石田彰） - 「ゼーレの少年」とも呼ばれる第1の使徒。シンジと共に第13号機に搭乗。
- 碇ゲンドウ（声：立木文彦） - NERV最高司令官（前作までの設定）。シンジの父。目には（キールのものと似た）バイザーを装着している。カヲル曰く「リリンの王」。
- 冬月コウゾウ（声：清川元夢） - NERV副司令（前作までの設定）。
- 碇ユイ - 碇シンジの母親。新劇場版シリーズにおける旧姓は「綾波」。エヴァシリーズの開発初期段階において、コアへのダイレクトエントリー方式を考案。自らその実験体に志願し、初号機の制御システムと化した。
- キール（声：麦人） - ゼーレのモノリス01。本作品ではゼーレのメンバーは「人類とは別の、人類に文明を与えた生命体」として描かれている。

ヴィレ側の人物
- 式波・アスカ・ラングレー（声：宮村優子） - 改2号機に搭乗するヴィレのパイロット。「第2の少女」。
- 真希波・マリ・イラストリアス（声：坂本真綾） - 8号機に搭乗するヴィレのパイロット。
- 葛城ミサト（声：三石琴乃） - AAAヴンダーの艦長。大佐。
- 赤木リツコ（声：山口由里子） - AAAヴンダーの副長。髪型がベリーショートになっている。
- 伊吹マヤ（声：長沢美樹） - AAAヴンダーの整備長。
- 青葉シゲル（声：子安武人） - AAAヴンダーのオペレータ。
- 日向マコト（声：優希比呂） - AAAヴンダーのオペレータ。
- 鈴原サクラ（声：沢城みゆき） - 鈴原トウジの妹。シンジの管理担当医官。少尉。
- 高雄コウジ（声：大塚明夫） - AAAヴンダーのオペレータ。加持リョウジとは旧知の間柄。
- 長良スミレ（声：大原さやか） - AAAヴンダーのオペレータ（なお、大原は『序』『破』でもオペレータの声優として参加している）。
- 多摩ヒデキ（声：勝杏里） - AAAヴンダーのオペレータ。
- 北上ミドリ（声：伊瀬茉莉也） - AAAヴンダーのオペレータ。

その他声の出演
山崎和佳奈、野田順子、儀武ゆう子、斉藤佑圭、真理子、小野塚貴志、宮崎寛務、合田慎二郎、手塚ヒロミチ、岩崎洋介

### エヴァンゲリオン
「使徒」に対抗すべく建造された人型兵器。特務機関NERVが開発し、保有・運用していたが、本作品ではヴィレも保有・運用している。パイロットは円筒形のコックピット「エントリープラグ」に乗り、主に神経接続によって機体を操縦する。使徒と同じくA.T.フィールドを持ち、使徒のそれを中和・侵食・破壊することができる。初号機・2号機（テレビ版では弐号機）はテレビ版から引き続いて登場するが、新劇場版での新機体としてMark.06、8号機、Mark.09、第13号機が登場する。このほか、作中では正体不明であった「コード4A」「コード4B」「コード4C」もエヴァンゲリオンであることが、BD・DVDのブックレットにおいて明らかにされた（エヴァ4号機との関係は不明）。
汎用ヒト型決戦兵器 人造人間エヴァンゲリオン 試験初号機
長い1本の角をもつ、双眼で紫色の機体。本作品の序盤でヴィレが衛星軌道上から回収し、シンジを保護したのち「AAA ヴンダー」の主機（メインエンジン）として利用している。シンジとのシンクロ率は0.00%となっており、たとえ搭乗しても動かすことができないが、US作戦時にはアスカの危機に際し一時的に覚醒し改2号機を支援した。
汎用ヒト型決戦兵器 人造人間エヴァンゲリオン 正規実用型 2号機（先行量産機）
4眼をもつ赤色の機体。アスカが搭乗するヴィレ所有機。前作『破』の第10使徒戦で大破し、本作品では欠損パーツを機械化した「改2号機」として登場。
- 改2号機β - 初号機奪還作戦「US作戦」での形態。左腕義手は巻き取り式のロープガン。
- 改2号機γ - 水中でのヴンダー主機点火作業以降の形態。左腕義手が本物の腕に近い形状をしているほか、右腕・腹部・脚部もパーツが変更されている。
- 獣化第4形態（第2種） - コード777による変形。獣化第2形態に近いが、尾と大きな牙が現れ、足もネコ科に近いような形に変化する。

EVANGELION Mark.04
コード4A、4B、4Cの3種類が存在し、いずれも従来のヒト型のEVAとは形状が全く異なり、コアブロックと呼ばれる弱点をもつ本体は円盤状。また固有波形パターンは使徒と同じ「青」とされるが、モニター上ではニアリーイコールとなっている。
コード4A
US作戦時に改2号機を襲撃した機体（数体）。モニター内の表示は「Mk.04A」。黒い円盤状で、コアが2つ、初号機の肩パーツ状のものが4本、長い棘状の突起が4本ある。アンチA.T.フィールドを展開し、散弾を放つ。いずれも8号機の援護射撃で破壊された。
コード4B
US作戦時に改2号機を襲撃した機体。初号機とともにNERVロゴのある封印容器に格納されていた。黒い円盤状で、コアが1つ、初号機の肩パーツ状のものが2本、折りたたまれた帯状の「フィールド反射膜」を4本もつ。フィールド反射膜による強力な光で改2号機を襲う。フィールド反射膜の上を滑るように移動し逃げるが、一時覚醒した初号機の放つ光線により破壊された。破壊時には形象崩壊し、虹の輪が現れた。
コード4C
ヴンダーを襲撃した機体（計4体）。「ネーメズィスシリーズ」とも呼ばれる。モニター内の表示は「Code 04c」。接触した巡洋艦が消滅する「光の柱」を多数出現させ艦隊を包囲しヴンダーに迫るが、擬装コクーン内に潜伏していたコアブロックをヴンダーにより引きずり出され、エネルギー貫通弾の連射により破壊された。コアブロックは黒い円盤状で、コアが16個、初号機の肩パーツ状のものが32本、帯状の腕を16本もつ。破壊時には形象崩壊し、虹の輪が現れた。

EVANGELION Mark.06
バイザー型のカメラアイに青色の機体。カヲルによると、自律型に改造され人類（リリン）に利用されたという。リリスの背の上にあり、槍の1本でリリスとともに貫かれ、白色化していた。体内に第12の使徒が潜んでいた。
汎用ヒト型決戦兵器 人造人間エヴァンゲリオン 正規実用型（ヴィレカスタム） 8号機
8眼をもつピンク色の機体。マリが搭乗するヴィレ所有機。
- 8号機α - 初号機奪還作戦「US作戦」での形態。四肢および腹部の形状はNERV所有機と同様。
- 8号機β - 四肢および腹部の形状が変更されている。

EVANGELION Mark.09
零号機に似た、単眼の山吹色の機体（零号機と比べ頭部のカメラアイが大きく、可動式である。また、装甲板の数も多い）。アヤナミレイ（仮称）が搭乗するNERV所有機。ヴィレ側の人間からは「アダムスの器」と呼ばれる。一度もアンビリカルケーブルを接続している描写がないため、活動限界は無いものと思われる。AAAヴンダーの「本来の主」。全身がコアであり、頭部を破壊されても倒れることはなく、変形や頭部の再生も可能。
エヴァンゲリオン第13号機
初号機に酷似した、長い1本の角をもつ、4眼で紫色の機体。本作品中盤で完成したNERV所有機。複座式（ダブルエントリーシステム）で、エントリープラグおよびプラグソケットがそれぞれ2つあり、シンジとカヲルが搭乗する。このシステムは、建前上はセントラルドグマにある2本の槍を持ち帰るのに魂が2つ必要であることによるものとされているが、実際は覚醒によりDSSチョーカーが作動して片方のパイロットが死亡しても生存しているもう片方のパイロットによりフォースインパクトを継続させるという「ゼーレの保険」としての意味合いの方が強い。本来の腕とは別に、胸部に2本の腕が格納されており、これを展開することで計4本の腕を持った異形となる。肩パーツに装着したコンテナにA.T.フィールドを展開するラグビーボール型の浮遊する子機「RS Hopper」を計4機格納しており、攻守に力を発揮するが、第13号機本体はA.T.フィールドを持たない。正体は「アダムスの生き残り」とされる。

### 使徒
第4から第10までの使徒はいずれも第3新東京市に来襲していたが、本作品ではそのような描写はない。形状や能力はそれぞれ異なるが、必ず「コア」と呼ばれる部位（通常は赤色の球体）があり、それを破壊されると活動を停止し全身が血のような液体に変化（形象崩壊）する。第1作『序』の第6の使徒出現時にゲンドウが「残り8体の使徒を倒さねばならない」と発言しているが、その場面の時点で未殲滅である第3の使徒と第6の使徒、『Q』終了現在新劇場版未登場の第11の使徒、そして本来なら存在することのないはずの第13の使徒を数に入れているのか不明である。
第1の使徒
渚カヲルが第1使徒である（セカンドインパクト時アダムスとされる4体の巨人が描かれていたが詳細は不明である。）が、ゲンドウの策略により第13の使徒に堕とされた。
第2の使徒「リリス」
前作『破』まではセントラルドグマで磔にされていたが、本作品ではセントラルドグマ最深部に首のない胴体、第一発令所跡地にレイの顔をした頭部がそれぞれ安置されている。槍が2本刺さっており、うち1本はMark.06とリリスを貫いている。
第12の使徒
マリによると「最後の使徒」。自律型に改造されたのちセントラルドグマ最深部に放置されていたEVANGELION Mark.06の体内に潜んでいた。Mark.09がMark.06の首を落とすとそこから黒いケーブルの束のような形を現す。第13号機を取り囲むと、巨大な赤い球体（全身がコア）に変化、さらにレイの顔のような形をとり、その後、胎児が丸くなったような形となる。第13号機の覚醒とともに急速に縮小し、第13号機に吸収され、コアは噛み砕かれる。
第13の使徒
「ないはずの13番目」。本来第1使徒であった渚カヲル（前述の「第1の使徒」を参照）。

### その他
ネルフ（NERV）
使徒に抵抗すべくエヴァを開発・運用する組織として設立された国連直属の特務機関。前作『破』までは第3新東京市の地下空間ジオフロントに本部があったが、地表が消滅したことで空が見えるようになっている。本部は荒廃しており、碇ゲンドウ、冬月コウゾウ、渚カヲル、アヤナミレイ（仮称）以外に人の姿は見当たらない。終盤ではゲンドウと冬月が、ヴンダー同様の球状の司令室にいるところが描かれている。
ゼーレ（SEELE）
7名から構成される組織。モノリス内に脳神経などの生体組織の描写があるが、ゲンドウによると人類とは別の、人類に文明を与えた生命体。ゲンドウの指示で冬月が電源を落としたことで死亡する。
ヴィレ（WILLE）
NERV壊滅を目的とする組織。ヴンダーおよび数十隻の僚艦からなる艦隊と、エヴァ改2号機・8号機を所有する。ミサトとエヴァのパイロット2名を除く構成員は青いバンダナを身に着けている。ドイツ語で「意志」を意味する。
AAA ヴンダー（AAA Wunder）
反NERV組織「ヴィレ」が保有する巨大戦艦。劇中ではヴンダーと呼称され、艦長は葛城ミサト大佐、副長は赤木リツコが務める。AAAは「Autonomous Assault Ark（自律強襲方舟）」、ヴンダーはドイツ語で「奇跡」を意味する。赤木リツコは「希望の船」とも発言している。
基本構造
長い二重螺旋状の構造からなる中央船体の上部左右にエンジンを含めたブロックが1対ある三胴構造で、さらにその両脇に巨大な主翼がある。本来はエヴァMark.09（アダムスの器）がその主であったとされるが、作中ではヴィレが初号機を主機（メインエンジン）として組み込み利用している。エヴァのエントリープラグに似た形状の円筒が5本あるが、エヴァの身長ほどもある巨大なもの。艦の全長は公式に明言されているかどうかは定かではないが、ヴンダーとエヴァ、そしてヴィレ所属の護衛艦とのサイズ比較、それに加えて、『シン・エヴァ』で「艦内移動用の鉄道が存在する」ことが確認できたことにより少なくとも全長2000m以上あることが確認できる。
艦橋
通常と戦闘用のものがあり、通常時の艦橋は前方下部にあるエヴァの頭部状の箇所。その上方には球形の戦闘艦橋があり、使用時には内部にL.C.L.ガスが充填され、エヴァのエントリープラグ同様に全方位ディスプレイとなっている。オペレータ席が7席あるが、うち1席は空席。艦橋後方には「MAGI」の文字が確認できるが、オリジナルの物であるかは不明。
能力
主機点火時にはエヴァ覚醒時と同様に天使の輪が二重に現れ、艦隊ごと空中へと浮上する。主機（エヴァ初号機）から供給されるエネルギー貫通弾を用いた主砲はネーメジスシリーズ（コード4C）のA.T.フィールドをも粉砕するほどの威力があり、また、A.T.フィールドを用いた体当たりも可能である。その戦闘能力は「神殺しの力」と呼ばれる。

## スタッフ
- 企画・原作・脚本・総監督：庵野秀明
- 監督：摩砂雪、前田真宏、鶴巻和哉
- 主・キャラクターデザイン：貞本義行
- 主・メカニックデザイン：山下いくと
- 画コンテ：鶴巻和哉、樋口真嗣、摩砂雪、前田真宏、小松田大全、轟木一騎、庵野秀明
- イメージボード：樋口真嗣、山下いくと、橋本敬史、中山勝一、小松田大全、林明美、摩砂雪、鶴巻和哉、貞本義行、庵野秀明、前田真宏
- 総作画監督：本田雄
- 作画監督：林明美、井上俊之
- 特技監督：増尾昭一
- 副監督：中山勝一、小松田大全
- デザインワークス：本田雄、高倉武史、渡部隆、コヤマシゲト、小松田大全、渭原敏明、小林浩康、吉崎響、浅井真紀、前田真宏、鶴巻和哉、樋口真嗣、出渕裕、庵野秀明
- 原画：平松禎史、安藤雅司、沖浦啓之、西尾鉄也、本間晃、橋本敬史、すしお、伊藤秀次、亀田祥倫、中村章子、篠田知宏、竹内敦志、徳野悠我、宇佐美萌、清水恵子、錦織敦史、杉泊朋子、コヤマシゲト、室井康雄、向田隆、板垣敦、小島大和、長谷川哲也、庵野秀明、鈴木俊二、松原秀典、奥田淳、小松田大全、増尾昭一、前田真宏、本田雄、林明美、井上俊之
- ディティールワークス：高倉武史、渭原敏明、田中達也
- 動画検査：村田康人
- 総演出：鈴木清崇（タツノコプロ）
- 色彩設定：菊地和子 (Wish)
- 美術監督：加藤浩（ととにゃん）
- CGI監督：鬼塚大輔、小林浩康
- 撮影監督：福士享（T2スタジオ）
- 編集：李英美
- 台詞演出：山田陽
- 音楽：鷺巣詩郎
- 効果：野口透（アニメサウンド）
- 総監督助手：轟木一騎
- 脚本協力：榎戸洋司、鶴巻和哉、前田真宏
- 制作：スタジオカラー
- 配給：ティ・ジョイ、カラー
- 協力：ローソン（ローソンとのタイアップは2013年まで、翌年以降はセブン-イレブンが担当）、UCC上島珈琲、パナソニック他
- 宣伝協力：日本テレビ
- 宣伝・製作：カラー
- エグゼクティブ・プロデューサー：大月俊倫、庵野秀明

## 製作
宇多田ヒカルが庵野から本作のテーマソングのオファーを受けた際「もしも表現者であるならば、この震災から目をそむけて作品を作ることは決してできない」という彼の言葉に共感し引き受けた事から、東日本大震災の影響が本作を作る際庵野の心の中にあり作られた事がうかがえる。

## 音楽

### 主題歌
テーマソング：宇多田ヒカル「桜流し」（EMIミュージック・ジャパン）
公開日まで主題歌に関する情報は伏せられていた。宇多田ヒカルは2010年に活動無期限停止を発表していたが、制作スタッフからの熱い要望と当該作品に対する強い思い入れにより制作された。音楽配信開始から2時間50分でiTunes Storeトップソングチャート第1位を獲得、レコチョクシングルデイリーランキングでも2日連続で1位を達成している。また後述のオリジナル・サウンドトラックにも収録されている。

### 挿入歌
いずれも冒頭における戦闘で、マリ（坂本真綾）が無伴奏で歌っている。サウンドトラックには未収録。
「ひとりじゃないの」
作詞：小谷夏、作曲：森田公一
原曲の歌手は天地真理。
「グランプリの鷹」
作詞：保富康午、作曲：宮川泰
原曲の歌手は水木一郎。テレビアニメ『アローエンブレム グランプリの鷹』オープニングテーマ。

## 経緯
2006年
- 9月9日発売の『月刊ニュータイプ』2006年10月号で『エヴァンゲリオン新劇場版 REBUILD OF EVANGELION（仮題）』の制作が発表された。この時点では後編（本作品）および完結編は2008年初夏の公開、同時上映で各45分とされた。

2007年
- 2月17日、後編と完結編が「公開日未定」と改められた。
- 4月28日、『ヱヴァンゲリヲン新劇場版:序』の前売り券第一弾が販売開始された。また、前売り券発売と同時期に配布・掲載が開始されたチラシやポスターで中編・後編・完結編の各タイトルが発表され、後編のタイトルは『ヱヴァンゲリヲン新劇場版:急』と発表された。

2009年
- 6月27日、『ヱヴァンゲリヲン新劇場版:破』公開。次回予告で本作品のタイトルにおける『急』から『Q』への変更が発表され、『Q』には『Quickening』と併記された。当初同時上映とされた完結編『?』への言及は無かった。

2011年
- 8月26日、日本テレビ系『金曜ロードショー』にて『破 TV版』（2.02'）放映。本編終了後の次回予告（映画・DVDとは異なるもの）において、本作品の公開が2012年秋であると発表された。

2012年
- 1月1日、本作品のサブタイトル（英題）が"EVANGELION:3.0 YOU CAN (NOT) REDO."と発表され、完結編『?』が2013年公開と発表された。
- 7月1日、21時から新宿バルト9のビル壁面で上映された『EVA-EXTRA 08』において予告が公開され、本作品が2012年11月17日公開と発表された。
- 7月13日、日本テレビ系『金曜ロードSHOW!』にて「TV特報」が公開。7月1日公開のものとは異なり、前2作の30秒ダイジェスト（7月1日公開のものと同一）に虹色で表現されたピアノのCGのみであった。
- 7月14日、上映館にて前売券発売開始。同日「劇場版特報」公開。ポスターの掲示とチラシの配布も開始。7月28日には公式サイト上でも公開された。TV特報と同じくピアノのCGのみの映像。
- 10月17日、ニコニコ生放送で「ニコニコ動画版予告」が放送され、18時30分からニコニコ動画でも配信開始。同時に、ニコニコ動画・生放送の新バージョン「Q」も稼動開始。
- 11月1日、劇場および公式サイトで「劇場版予告」公開。
- 11月9日、日本テレビ系『金曜ロードSHOW!』にて『序 TV版』（1.01''）放映。番組内において、本作品がスタジオジブリ製作による特撮短編映画『巨神兵東京に現わる 劇場版』と同時上映であることが発表された。
- 11月16日、日本テレビ系『金曜ロードSHOW!』にて『破 TV版』（2.02''）および『Q 冒頭6分38秒 TV版』放映。
- 11月17日、0時から新宿バルト9の全スクリーン（9スクリーン、計1,825席）にて先行上映。同日、47都道府県223館の劇場で公開。さらに同日、主題歌が宇多田ヒカルによる新曲「桜流し」であることが発表され、同時に音楽配信を開始、楽曲の特設サイト開設。
- 11月20日、公開4日目で観客動員数100万人を突破。
- 11月25日、公開9日目で観客動員数200万人を突破。
- 11月26日、公開10日目で興行収入30億円を突破。「劇場版追告」（おいこく）を公開。

2013年
- 1月12日、観客動員数が363万人以上となり、興行収入50億円を突破。
- 1月26日、全国94館（新規85館）の劇場での追加拡大公開。
- 4月19日、メイン館である新宿バルト9で楽日となり、全国の上映が終了した。最終的な観客動員数は382万6472人、興行収入は52億6737万3350円。
- 4月24日、BD版・DVD版『ヱヴァンゲリヲン新劇場版:Q EVANGELION:3.33 YOU CAN (NOT) REDO.』発売。
- 4月25日、韓国のシネマコンプレックス「メガボックス」で公開。

2014年
- 1月10日、アメリカの54館とカナダの38館で公開。公開終了後の2016年2月2日に、北米版のBD・DVDを発売。
- 9月5日、日本テレビ系『金曜ロードSHOW!』にて『Q TV版』（3.03'）および『巨神兵東京に現わる 劇場版 TV版』放映。

2020年
- 5月2日、NHK BS4Kにて『Q』（3.33）放映。
- 5月30日、NHK BSプレミアムにて『Q』（3.33）放映。
- 8月28日、NHK総合にて『Q』（3.33）放映。
- 9月26日、NHK BS4Kにて『Q』（3.33）放映。
- 12月18日 - 24日、『シン・エヴァンゲリオン劇場版𝄇』の公開に先駆け、初公開となるMX4D/4DX版『ヱヴァンゲリヲン新劇場版:Q 4D版』と合わせて全国373館（4D版82館含む）で再上映。

2021年
- 1月9日 - 22日、『シン・エヴァンゲリオン劇場版𝄇』の公開に先駆け、庵野総監督全面監修の元、2Kフルサイズで全カット再撮影したIMAX版『ヱヴァンゲリヲン新劇場版:Q EVANGELION:3.333 YOU CAN (NOT) REDO.』が上映された。上映に合わせ、次回予告の内容は変更されている。なお、予定では1月8日より公開を予定していたが、公開当日になり、IMAX社での作業過程で一部音声トラックの未反映による重大な作業不備が発覚したため、公開を見合わせた。その後、各シアターへの修正データ再納品が完了し、予定より1日遅れで順次公開が開始された。
- 1月29日、日本テレビ系『金曜ロードSHOW!』にて『Q TV版』（3.03''）放映。
- 8月25日、BD・UHD BD版『ヱヴァンゲリヲン新劇場版:Q EVANGELION:3.333 YOU CAN (NOT) REDO.』発売。

## 反響・興行
|                                 | 公開後2日間 | 最終     |
| ------------------------------- | ----------- | -------- |
| シト新生 （1997年）             |             | 18.7億円 |
| Air/まごころを、君に （1997年） |             | 24.7億円 |
| 新劇場版:序 （2007年）          | 2.8億円     | 20.0億円 |
| 新劇場版:破 （2009年）          | 5.1億円     | 40.0億円 |
| 新劇場版:Q （2012年）           | 11.3億円    | 53.0億円 |

配給会社は前作までのクロックワークスからティ・ジョイへ変更され、『Air/まごころを、君に』以来となる東映系での配給となった。また、封切り時の上映館数は『序』の85、『破』の120より大幅に増え、日本全国224スクリーンで公開された。2012年11月17日・18日の初日2日間で観客動員数77万1764人、興行収入11億3100万4600円となり映画観客動員ランキング（興行通信社調べ）で初登場第1位となった。これは、2012年オープニング週末成績2位、邦画の初動興収としては歴代4位（当時）の記録であった。
公開後9日間で観客動員数203万2147人、興行収入は28億5812万6200円を記録し、10日目（11月26日）には興収30億円を突破することが確実となった。一方、観客動員数は2週連続1位であったが、3週目は『007 スカイフォール』に抜かれ第2位となった。
2013年1月12日には観客動員数が363万以上となり、興行収入は50億円の大台を突破した。また、これにより全国94館（新規85館）の劇場による1月26日付けでの追加拡大公開も決まった。同年4月19日に日本国内の上映が終了し、最終的な観客動員数は382万6472人、興行収入は52億6737万3350円となった。これは2012年の映画興行ランキング（2011年12月〜2012年11月に公開された映画）の中で、『BRAVE HEARTS 海猿』（73.3億円）、『テルマエ・ロマエ』（59.8億円）、『踊る大捜査線 THE FINAL 新たなる希望』（59.5億円）に次ぐ第4位の成績である。

### 前売券
前売券は特典付きのみ発売された。
- 劇場限定前売券（特典：青いバンダナ） - 2012年7月14日発売。
- アニメイト限定特典付き前売券（特典：青いTシャツ）- 2012年9月20日発売。
- ローソン限定特典付き前売券（Mark.06ルームライト引換券付）。
- ローソン限定特典付き前売券（C-styleぷちえゔぁ新劇場版Limited edition引換券付）。

## 評価
インターネット上や、映画雑誌『キネマ旬報』の編集部でも、本作品の評価は賛否両論となっている。
- 漫画家の松本零士は、「『現代映像』とでも呼べるものを切り開いた」と評し、世界観の表現、「目が回るから面白い」ストーリー展開の速さ、艦船（ヴンダー）のデザイン、色彩感覚に対し賛辞を送っている[53]。
- エッセイストの中村うさぎは、前作『破』を「生ぬるい仲良しごっこ」として否定したうえで、本作品の「鬱展開」を絶賛し、「この展開こそ、エヴァよ！」「新劇場版シリーズは今回のQをもってようやくエヴァになった」と述べている[54]。
- 映画評論家の増當竜也は、観客が碇シンジと一緒に「浦島太郎的気分」にさせられることを「面白い」と評しているが、一方で登場人物の描写の不足を挙げ「どこか急ごしらえのストーリーによる粗雑さをも感じずにはいられない」と述べている[51]。
- 精神科医の斎藤環は、本作品を構成する複雑な世界観と未成熟な感情の動きを「まさに、これぞエヴァ」と述べ、境界例（境界性人格障害）的な作品ゆえの限界、「人類補完計画」と「人間の条件」たるエディプスコンプレックスとの矛盾によって「『終わり』は終わりとして機能しない」と指摘しているが、その「承認による欲望の構造を暴露すること」により、妥協とも成熟とも治癒とも手を切った「メタ・ビルドゥングスロマン」として完結することにより伝説は上書きされるだろうと、最終作に期待を述べている[55]。
- 映画雑誌『映画秘宝』の読者による2012年のワースト映画ランキング「HIHOはくさいアワード」では、本作品が第3位に選ばれている[56]。

### 受賞歴
- 第36回日本アカデミー賞 優秀アニメーション作品賞[57][58]
- ワーナー・マイカル映画館大賞2012 邦画部門2位[59][60]
- 第17回文化庁メディア芸術祭アニメーション部門 優秀賞[61]
- 第22回日本映画批評家大賞 アニメーション監督賞（庵野秀明）[62][63]

## 商品・タイアップなど

### BD・DVD
2013年4月24日に、劇場版からの再調整を施したBlu-ray Disc・DVD版『ヱヴァンゲリヲン新劇場版:Q EVANGELION:3.33 YOU CAN (NOT) REDO.』を発売。
2021年8月25日に、同年1月に上映されたIMAX版（3.333）をソフト化したBlu-ray Disc・4K Ultra HD Blu-ray版『ヱヴァンゲリヲン新劇場版:Q EVANGELION:3.333 YOU CAN (NOT) REDO.』を発売。4K Ultra HD Blu-ray版の映像素材はIMAX上映用にマスタリングされたものを使用している。
2025年12月10日にはこれまでソフト化されていなかった劇場公開版である『3.0』を収録した「EVANGELION 30th Anniversary Movie Collection」が発売予定。『3.0』はデジタルマスターで収録される。収録内容については新世紀エヴァンゲリオンの作品一覧#Blu-rayを参照。

### サウンドトラック
2012年11月28日に、鷺巣詩郎によるサウンドトラック『Shiro SAGISU Music from "EVANGELION:3.0" YOU CAN (NOT) REDO.』（KICA-3202〜3、CD2枚組）が発売された。
また、2013年4月24日に発売されたBD・DVDには、初回特典CDとして使用楽曲を全て劇中サイズで収録した『ヱヴァンゲリヲン新劇場版:Q オリジナル・サウンドトラック』が付属する。

### IMA-EVA
カラーから公式フリーペーパー『IMA-EVA』が上映劇場・書店・ローソンなどで配布された。表紙には『ヱヴァンゲリヲンの「今」を知るフリーマガジン』とある。
- 第1号 - 2012年7月28日配布開始[67]。
- 第2号 - 2012年11月9日配布開始[68]。
- 第3号 - 2013年1月18日配布開始[69]。

### 熱風
書店で無料配布されているスタジオジブリの小冊子『熱風』の2012年12号で本作品の特集が組まれ、氷川竜介・安野モヨコ・轟木一騎・樋口真嗣・大月俊倫の記事が掲載されたが、すぐに品切れとなってしまったため、この特集（樋口の記事を除く）を期間限定でWeb公開することとなった。

### 書籍
- 『ヱヴァンゲリヲン新劇場版:Q アニメーション原画集 上巻』ISBN 978-4-905033-05-9 - 2014年3月14日発売
- 『ヱヴァンゲリヲン新劇場版:Q アニメーション原画集 下巻』ISBN 978-4-905033-06-6 - 2014年8月22日発売
- 『ヱヴァンゲリヲン新劇場版:Q 画コンテ集』ISBN 978-4-905033-14-1 - 2017年2月24日発売
- 『ヱヴァンゲリヲン新劇場版:Q 全記録全集 ビジュアルストーリー版』ISBN 978-4-905033-22-6 - 2021年6月30日発売[72]
- 『ヱヴァンゲリヲン新劇場版:Q 全記録全集 設定 資料版 上巻』 - 2025年6月発売予定[73][注 3]
- 『ヱヴァンゲリヲン新劇場版:Q 全記録全集 設定 資料版 下巻』 - 2025年6月発売予定[73][注 3]

### コラボレーション

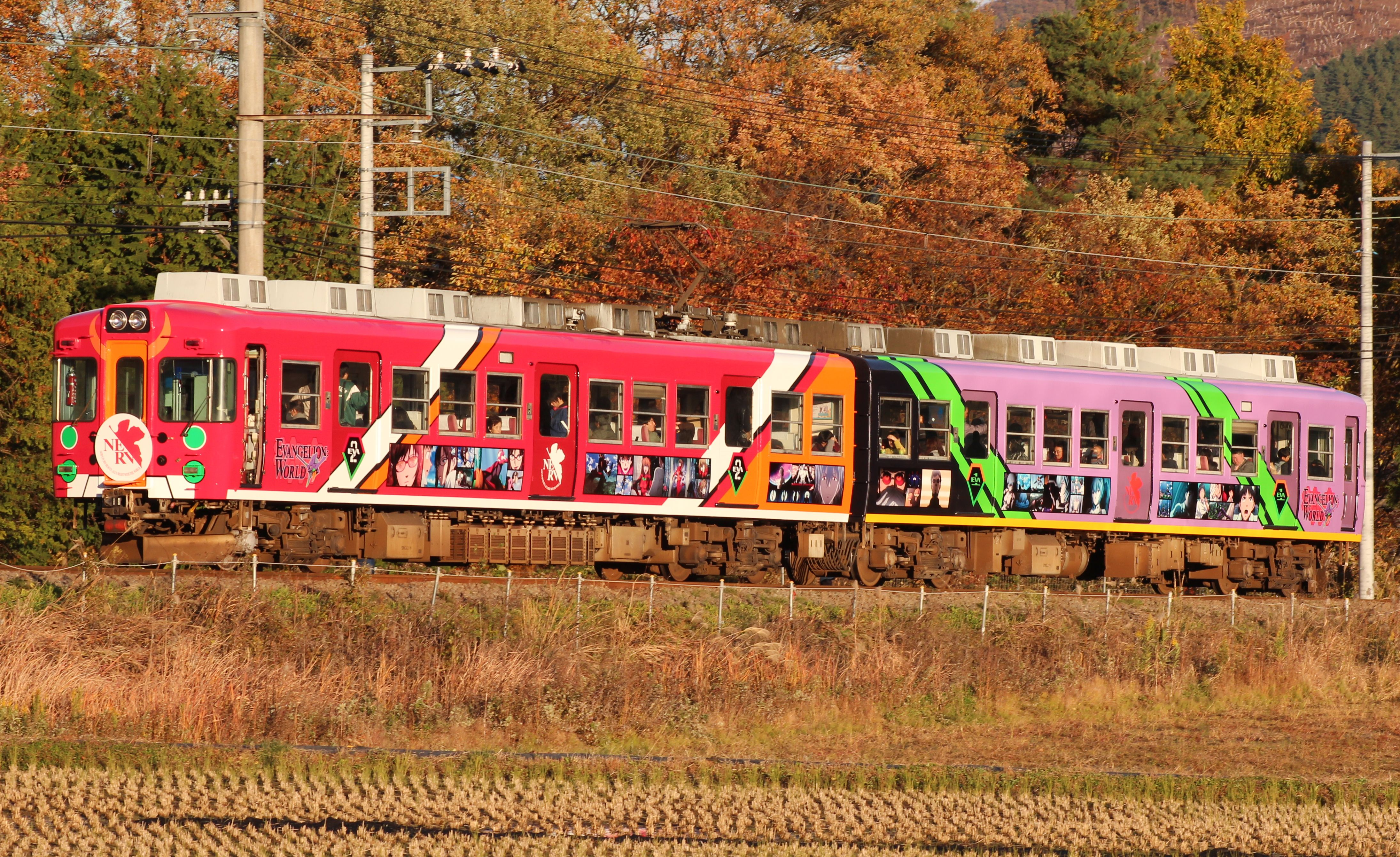
富士急行線で運転された、「ヱヴァンゲリヲン新劇場版:Q」公開記念電車（2012年11月18日）。

- JRAと劇場版のコラボ企画として馬型最終決戦兵器ヱヴァインパクトや武豊が出演する『JRA補完計画』CMが製作[74]。CM第1弾は「見知らぬ、馬」篇、CM第2弾は「ヱヴァインパクト誕生」篇、CM第3弾は「馬の戦い、人の戦い」篇。
- 劇場版と富士急行のコラボレーションとして、富士急ハイランドにある大型ジェットコースター『高飛車』が「エヴァ飛車」となり、富士急行線車両をエヴァンゲリオンカラーにラッピングした「ヱヴァンゲリヲン20+ 件新劇場版:Q公開記念電車」が期間限定で登場した[75]。
- コナミデジタルエンタテインメントのアーケードクイズゲーム「クイズマジックアカデミー 賢者の扉」とのコラボとして、ゲーム内でのカスタマイズアイテムでプラグスーツ（使用キャラの性別によって変わる）やサブモニター用の壁紙などが配信されていた。
- NTTドコモからは前作に引き続き、コラボレーション端末である「SH-06D NERV」が3万台限定で発売された。前作でのコラボ端末「SH-06A NERV」同様に端末デザインから内蔵コンテンツまでカスタマイズされており、3D映像もプリインストールされている。
- 参天製薬の製品「サンテFXネオ」「サンテFX Vプラス」とのコラボとして、各キャラクターのイメージカラーを模した限定版が販売された（「FXネオ」は綾波・アスカモデル、「Vプラス」はシンジ・カヲルモデルの各2種類）。また、Qの映像を用いたCMも公開された。
- ペンタックスのデジタルカメラ「PENTAX Q10」とのコラボレーションモデルとして「PENTAX Q10 エヴァンゲリオンモデル」が2013年4月に各色限定1500台で発売予定であった[76]。カラーバリエーションは「TYPE00:レイ」・「TYPE01:初号機」・「TYPE02:アスカ」の3色。

## テレビ放送
| 回数 | テレビ局         | 番組名（放送枠名） | 放送日              | 放送時間       | 放送分数 | 視聴率 | 備考                                                                |
| ---- | ---------------- | ------------------ | ------------------- | -------------- | -------- | ------ | ------------------------------------------------------------------- |
| 1    | 日本テレビ       | 金曜ロードSHOW!    | 2014年9月5日（金）  | 21:00 - 22:54  | 114分    | 10.0%  | テレビ初放送 『巨神兵東京に現わる 劇場版 TV版』と同時放映 ver.3.03' |
| 2    | NHK BS4K         |                    | 2020年5月2日（土）  | 23:00 - 翌0:35 | 95分     |        | ver.3.33                                                            |
| 3    | NHK BSプレミアム |                    | 2020年5月30日（土） | 23:00 - 翌0:35 | 95分     |        | ver.3.33                                                            |
| 4    | NHK総合          |                    | 2020年8月28日（金） | 23:45 - 翌1:20 | 95分     | 1.7%   | ver.3.33                                                            |
| 5    | NHK BS4K         |                    | 2020年9月26日（土） | 21:49 - 23:25  | 96分     |        | ver.3.33                                                            |
| 6    | 日本テレビ       | 金曜ロードSHOW!    | 2021年1月29日（金） | 21:00 - 22:54  | 114分    | 7.9%   | 本編ノーカット ver.3.03''                                           |

- 視聴率はビデオリサーチ調べ、関東地区・世帯・リアルタイム。